# Resustytacja neonatologiczna
Resuscytacja neonatologiczna – zespół czynności mających na celu przywrócenie krążenia i oddychania u noworodka w stanie zagrożenia życia. 

## Czynniki niebezpieczne dla życia noworodka
Czynniki te możemy podzielić na przedporodowe i okołoporodowe.

### Czynniki przedporodowe
- stan przedrzucawkowy u kobiety ciężarnej,
- krwawienia w II lub III trymestrze ciąży
- obciążony wywiad położniczy u ciężarnej np. cukrzyca, nadciśnienie, wady serca,

### Czynniki okołoporodowe
- łożysko przodujące,
- odklejenie się łożyska,
- wypadnięcie sznura pępowinowego,
- poród przedwczesny lub poród po terminie,
- zaburzenia pracy serca płodu,
- przedłużający się II okres porodu – ponad 2 godziny,
- oddanie smółki w wodach płodowych,
- zastosowanie w trakcie porodu kleszczy lub próżniociągu położniczego,

## Sposoby postępowania w czasie aktywnej resuscytacji
1. Osusz dziecko i dokonaj oceny według skali Apgar.
2. Oczyść drogi oddechowe z zalegających wód płodowych, przechylając główkę dziecka, pamiętaj o pobudzaniu odruchu ssania.
3. Podaj tlen przez dopasowaną maskę.
4. Osłuchuj uderzenia koniuszkowe serca. (Jeżeli jest poniżej 60 uderzeń na minutę, wykonaj masaż serca.)
5. Jeżeli mimo twoich działań brak jest jakiejkolwiek reakcji, wezwij dodatkową pomoc.
6. Pamiętaj o konieczności podtrzymywania życia.

Jeżeli podanie tlenu przez maskę tlenową nie przyniosło efektów należy rozważyć intubację dotchawiczą. 

### Zasady intubacji dotchawiczej
- należy przygotować odpowiedni zestaw do intubacji dotchawiczej, a także sprawdzić źródło tlenu,
- dziecko trzeba ułożyć na wznak z poduszką lub wałkiem podłożonym pod barki,
- wziernik należy trzymać lewą ręką, a prawą podtrzymywać główkę dziecka,
- wziernik w prowadzamy do momentu, w którym zobaczymy głośnię (poniżej chrząstki tarczowatej),
- wziernik kierujemy ku górze i ku przodowi, tak aby zobaczyć struny głosowe,
- rurkę dotchawiczą wprowadzamy tylko wtedy, gdy struny głosowe są rozluźnione,
- kiedy rurka dotchawicza jest już odpowiednio umieszczona, kontrolujemy napełnianie się płuc tlenem oraz zabarwienie powłok skórnych.

### Zasady masażu serca
- stosunek liczbowy uciśnięć klatki piersiowej do wdechów u noworodka wynosi 3:1,
- dwa palce umieszczamy na dolnej części mostka pod kątem prostym,
- głębokość uciśnięć powinna wynosić 1/3 wymiaru przednio-tylnego klatki piersiowej,
- uciśnięcia powinny być na tyle mocne, aby puls był wyczuwany w naczyniach obwodowych,
- powinno się wykonać 90 uciśnięć i 30 wdechów na minutę.